# Curro Royo
Francisco Javier Royo Fernández (12 de julio de 1966, Zaragoza, España), más conocido como Curro Royo, es un guionista español de cine y televisión. 

## Biografía
Curro Royo es un reconocido guionista español, conocido principalmente por sus trabajos en Cuéntame cómo pasó y Las aventuras del capitán Alatriste en televisión, y Trece campanadas en cine. Tiene tres hijos con su esposa, Marcos, Sergio y Alicia.

### Carrera
Su debut en televisión se produjo en el concurso VIP Noche de Telecinco, creado en 1990 por Daniel Écija y dirigido por Emilio Aragón. Después pasó a formar parte del equipo de guionistas de Médico de Familia y Periodistas, lo que marcó su camino en la escritura de ficción.
Más tarde se convirtió en director de contenidos de ficción en Boca Boca, realizando labores de coproducción ejecutiva en El comisario.
A partir del año 2000, decidió incursionar en el mundo del cine escribiendo El arte de morir, Menos es más y Trece campanadas.
A partir del año 2020, se pone a al frente de la serie de Telecinco y es escritor de las temporadas de la serie de que es escritor de temporadas es la serie de Plano a Plano es Desaparecidos.

## Televisión

### Series
| Año               | Título                              | Formato      | Notas             | Productora               | Cadena      |
| ----------------- | ----------------------------------- | ------------ | ----------------- | ------------------------ | ----------- |
| 2020 - Actualidad | Desaparecidos                       | Serie        | Escritor          | Plano a Plano            | Telecinco   |
| 2015              | The Dreamplayer                     | Cortometraje | Guion y dirección | Fabulai Creativos        | YAQ         |
| 2006 - Actualidad | Cuéntame cómo pasó                  | Serie        | 210 capítulos     | Grupo Ganga Producciones | La 1        |
| 2014 - 2015       | Las aventuras del capitán Alatriste | Serie        | 6 capítulos       | DLO, BETA Films          | Telecinco   |
| 2008              | El espejo                           | TV Movie     |                   | Continental              | TV3, TVG    |
| 2007              | El Club de los Suicidas             | Largometraje | Guionista         | Tornasol                 | Alta Films  |
| 2006              | Ecos                                | TV Movie     |                   | Continental              | Cinemax     |
| 2005              | Perfecta pell                       | TV Movie     |                   | ICC                      | TV3         |
| 2005              | Los 80                              | Serie        | 6 capítulos       | Boca Boca                | Telecinco   |
| 2003              | Utopía                              | Largometraje |                   | Alquimia Cinema          | Antena 3    |
| 2002              | Trece campanadas                    | Largometraje |                   | Filmax                   | Antena 3    |
| 2000              | Menos es más                        | Largometraje |                   | Aurum Producciones       | Canal+, TVE |
| 2000              | El arte de morir                    | Largometraje |                   | Aurum Producciones       | Canal+, TVE |
| 1998              | Periodistas                         | Serie        | 10 capítulos      | Globomedia               | Telecinco   |
| 1995 - 1996       | Médico de familia                   | Serie        | 6 capítulos       | Globomedia               | Telecinco   |

## Otras ramas
Además de su trabajo como guionista, Curro Royo ha desarrollado labor docente en la Universidad Menéndez y Pelayo, en la Universidad CEU San Pablo y en la Universidad Carlos III, donde además coordina el Máster de Escritura de Guion de Cine y Televisión Carlos III-ALMA. También ha impartido clase en el Instituto de Cine de Madrid y en varios cursos del Sindicato de guionistas ALMA.